# Béru et ces dames
Pour plus de détails, voir Fiche technique et Distribution.
Béru et ces dames est un film de Guy Lefranc, sorti en 1968. Il est adapté du roman du même nom de Frédéric Dard, hors-série des aventures du commissaire San-Antonio.

## Synopsis
Assistant du commissaire San Antonio, l'inspecteur Bérurier hérite d'une maison close, mais de terribles événements viennent troubler la joie du nouveau propriétaire : le locataire est  victime d'un meurtre, et lorsque la charmante tenancière subit le même sort, l'inspecteur n'a d'autre choix que d'intervenir.
Pendant ce temps, San Antonio enquête sur une curieuse disparition de vaccin, volé par des petites frappes. Madame Albertine, la tenancière, meurt après avoir mis Bérurier et San Antonio sur la piste des responsables, un laboratoire pharmaceutique au centre d'un trafic de drogue. Une course-poursuite effrénée s'engage alors...

## Fiche technique
- Titre : Béru et ces dames
- Réalisation : Guy Lefranc, assisté de Michel Lang
- Scénaristes : Gilles Morris-Dumoulin, Patrice Dard et Frédéric Dard d'après son roman éponyme paru en 1967
- Dialogues : Gilles Morris-Dumoulin
- Musique : Jo Moutet
- Pays :  France
- Langue : français
- Genre : policier et thriller
- Date de sortie : 23 octobre 1968
- Durée : 90 minutes
- 1er assistant-Réalisateur : Michel Lang[1]
- 2e assistant-réalisateur (stagiaire) : Jean Szniten[1]

## Distribution
- Gérard Barray : le commissaire San-Antonio
- Jean Richard : Bérurier
- Maria Mauban : Wanda Berger
- Anna Gaël : Nadia Vandel
- Roger Carel : Maximilien Bernal (« Max »)
- Paul Préboist : l'inspecteur Pinaud
- Marcel Bozzuffi : Francis
- Marthe Mercadier : madame Albertine
- Claude Cerval : Vérian
- Amarande : Helga
- Bernard Tixier : La Caresse
- Éric Vasberg
- Hervé Sand :  Le faux jardinier
- Jenny Astruc
- Roland Armontel : Le supérieur de San Antonio
- Pierre Tornade : Un agent de police
- Georges Lycan  : Serge
- Robert Lombard : Félicien dit 'Finfin la bricole'
- Michel Creton : Jojo, le maquereau
- Pierre Tissot
- Pierre Koulak : le complice de Vérian
- Jackie Sardou : Berthe Bérurier
- Christine Aurel
- Martine Brochard
- Louison Roblin : la prostituée en rouge sur le trottoir
- Bernadette Stern
- Roger Trapp : Le chauffeur de taxi
- Pascal Fardoulis
- Bernard Le Coq : Le jeune homme dans la grange
- Hélène Rémy
- Édith Garnier
- Marie-Noëlle Gresset
- Zorica Lozic
- Maithé Mansoura
- Maria Minh
- Nathalie Nort
- Gérard Montaut

## Accueil
Le film arriva 30e au box-office français de 1968, avec 1 492 325 entrées,.

## Anecdotes
- Bernard Le Coq tient dans ce film le deuxième rôle de sa carrière.
- Les scènes de la maison close ont été tournées au no 109, rue Brancas à Sèvres[4].